# Acetiltransferasa de colina
La acetiltransferasa de colina (también llamada colinacetiltransferasa, abreviado ChAT o AchT) es una enzima que se sintetiza en el cuerpo de una neurona. Ella luego se transfiere a la terminal nerviosa a través del flujo de axoplasma. El papel de acetiltransferasa de colina es unir la acetil-CoA a la colina, resultando en la formación del neurotransmisor acetilcolina. En los seres humanos, la enzima acetiltransferasa de colina es codificada por el gen CHAT.

## Función
Los sistemas colirgénicos están implicados en numerosas funciones neurológicas. La alteración en algunas neuronas colinérgicas pueden representar los trastornos de la enfermedad de Alzheimer. La proteína codificada por este gen sintetiza el neurotransmisor acetilcolina. Las variantes alternativas de empalme que contienen 5' alternativos exones sin traducir que han sido encontrados. Tres de las cuatro variantes de empalme descritos codifican proteínas idénticas 69 kDa. mientras que una variante codifica tanto los 69 kDa y una mayor 82 kDa.

Colina
Acetilcolina

A menudo se utiliza como un marcador inmunohistoquímico para motoneuronas.